# San Giuliano all'Esquilino
San Giuliano all'Esquilino, även benämnd San Giuliano l'Ospitaliere och San Giuliano alli Trofei di Mario, var en kyrkobyggnad i Rom, helgad åt den helige Julianus Hospitator. Kyrkan var belägen vid dagens Piazza Vittorio Emanuele II i Rione Esquilino. 

## Kyrkans namn
Kyrkan benämns emellanåt ”San Giuliano alli Trofei di Mario”, vilket betyder att den var belägen vid Trofei di Mario (Marius troféer), en inkorrekt benämning för Alexander Severus nymfeum.

## Kyrkans historia
Kyrkans tidigaste dokumenterade omnämnande är från år 1220. Därefter omnämns den i Il catalogo Parigino (cirka 1230) som s. Iuliana, i Il catalogo di Torino (cirka 1320) som Ecclesia sancti Juliani och i Il catalogo del Signorili (cirka 1425) som sci. Iuliani.
Kyrkan och dess kloster innehades av Karmelitorden från 1260 till 1675; under en tid utgjorde kyrkan även säte för värdshusvärdarnas och droskkuskarnas skrå. Kyrkan genomgick en restaurering under påve Nicolaus V:s pontifikat (1447–1455). I mitten av 1700-talet övertog redemptorister kyrkan och klostret.
Kyrkan hade ett altare med en målning som föreställde Jungfru Maria med Jesusbarnet och de heliga Julianus och Mikael.
Under 1800-talets andra hälft genomfördes omfattande stadsplanearbeten i Rom, projekterade av bland andra Pietro Camporese och Alessandro Viviani. I samband med nya gatudragningar och anläggandet av Piazza Vittorio Emanuele II revs kyrkan San Giuliano år 1874.

## Bilder
| - San Giuliano all'Esquilino (här benämnd S. Iuliano). Utsnitt från Antonio Tempestas karta över Rom från år 1593. - San Giuliano all'Esquilino (nummer 36). Utsnitt från Giovanni Battista Nollis karta över Rom från år 1748. |